# Дауни, Брайан (актёр)
Брайан Дауни (англ. Brian Downey; род. 31 октября 1944) — канадский актёр, музыкант, писатель.

## Биография
Брайан Дауни получил свою первую роль в 1986 году, в фильме The Adventure of Faustus Bidgood, в котором задействован весь состав CODCO (Канадская комедийная труппа). Знакомство с продюсером Полом Донованом началось с 1988 года когда Дауни пробовался на роль в фильме «Norman’s Awesome Experience».
Наибольшую известность приобрел после роли Стенли Твидла в канадо-немецком сериале «Лексс».
После окончания сериала «Лексс» на Дауни напали и жестоко избили у банкомата. На своем веб-сайте он написал о длительном и трудном восстановлении.

## Избранная фильмография
- 2011 — Бомж с дробовиком
- 2007 — Свежезахороненные
- 2007 — Сибилла
- 2007 — Матч бедняка
- 2007 — Снежные ангелы
- 2006 — Свечи на Бей стрит
- 1997—2002 — Лексс (сериал)
- 1996—1999 — Тысячелетие (сериал)